# 特雷斯
特雷斯（法語：Tresses，法語發音：[tʁɛs]）是法国吉伦特省的一个市镇，属于波尔多区。

## 地理
特雷斯（44°50'55"N, 0°27'50"W）面积11.54 平方千米，位于法国新阿基坦大区吉倫特省，该省份为法国西南部沿海省份，是法國本土面积最大的省，北起滨海夏朗德省，西临大西洋，南至朗德省，东南接洛特-加龍省，东临多爾多涅省。
与特雷斯接壤的市镇（或旧市镇、城区）包括：伊夫拉克、卡里尼昂德波尔多、波尔多附近阿尔蒂格、布利亚克、法尔格圣伊莱尔、弗卢瓦拉克、蓬皮尼亚克。

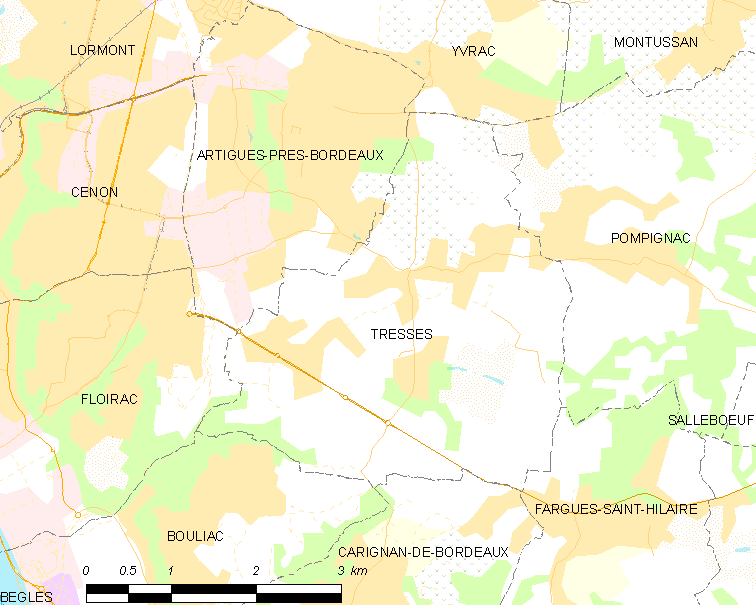
特雷斯的OSM定位图

特雷斯的时区为UTC+01:00、UTC+02:00（夏令时）。

## 行政
特雷斯的邮政编码为33370，INSEE市镇编码为33535。

## 政治
特雷斯所属的省级选区为克雷翁县。

## 人口

1962-2008年间特雷斯人口变化图示

特雷斯于2022年1月1日时的人口数量为5188人。